# Бризбейн (Калифорния)
Вижте пояснителната страница за други значения на Бризбейн.
Бризбейн (на английски: Brisbane, ˈbɹɪzbeɪn или ˈbrizbayn (Брисбайн), за разлика от Брисбън, Австралия) е малък град в окръг Сан Матео, района на залива на Сан Франциско, щата Калифорния, САЩ. Девизът на Бризбейн е „Градът на звездите“, по някои къщи, магазини и други сгради има разположени звезди с лампички по тях, които се запалват вечерно време.
В централната част на Бризбейн се намира Community park („Общественият парк“), хубав градски парк, от който има панорамен изглед към хълмовете над Бризбейн.
Една от главните улици е търговската улица Visitacion avenue. На нея има библиотека, ресторанти и магазини.

## География
Общата площ на Бризбейн е 53,20 km².

## Население
Бризбейн е с население от 3597 души.

## Съседни градове
- Дейли Сити (на запад)
- Сан Франциско (на север)
- Южен Сан Франциско (на юг)

## Побратимени градове
- Брисбън, Австралия